# IceCaps de Saint-Jean
Cet article concerne la franchise actuelle. Pour la franchise ayant existé de 2011 à 2015, voir IceCaps de Saint-Jean (2011-2015).
Les IceCaps de Saint-Jean sont une franchise professionnelle de hockey sur glace qui a évolué de 2015 jusqu'à 2017 dans la Ligue américaine de hockey. Ils sont issus du déménagement des Bulldogs de Hamilton en 2015. À partir de la saison 2017-2018, l'équipe déménage dans la ville de Laval au Québec et évolue sous le nom de Rocket de Laval.

## Bilan
| Saison    | PJ | V  | D  | DP | DTB | BP  | BC  | Pts | Classement              | Séries éliminatoires   |
| --------- | -- | -- | -- | -- | --- | --- | --- | --- | ----------------------- | ---------------------- |
| 2015-2016 | 76 | 32 | 33 | 8  | 3   | 208 | 239 | 75  | 5e place, division Nord | Non qualifiés          |
| 2016-2017 | 76 | 36 | 30 | 8  | 2   | 216 | 220 | 82  | 4e place, division Nord | Éliminés en 1ère ronde |